# Campionati mondiali juniores di sci nordico 2008
I campionati mondiali juniores di sci nordico 2008 si sono svolti dal 23 al 29 febbraio 2008 a Malles Venosta in Italia e Zakopane in Polonia. Si sono disputate competizioni nelle diverse specialità dello sci nordico: combinata nordica, salto con gli sci e sci di fondo.
A contendersi i titoli di campioni mondiali juniores sono stati i ragazzi e le ragazze fino ai vent'anni (nati nel 1988 e più giovani).

## Risultati

### Uomini

#### Combinata nordica

##### Individuale 10 km
| Pos. | Atleta                     | Nazione   | Tempo   |
| ---- | -------------------------- | --------- | ------- |
| 1    | Alessandro Pittin          | Italia    |         |
| 2    | Tomaž Druml                | Austria   | +1:03,6 |
| 3    | Janne Ryynänen             | Finlandia | +1:29,0 |
| 4    | Gudmund Storlien           | Norvegia  | +1:33,8 |
| 5    | Andreas Günter             | Germania  | +1:34,2 |
| 6    | Tommy Schmid               | Svizzera  | +2:07,1 |
| 7    | Truls Sønstehagen Johansen | Norvegia  | +2:29,4 |
| 8    | Lukáš Jančík               | Rep. Ceca | +3:23,5 |
| 9    | Davide Bresadola           | Italia    | +3:25,3 |
| 10   | Armin Bauer                | Italia    | +3:37,9 |

27 febbraio

Trampolino: Średnia Krokiew HS94

Fondo: 10 km

##### Individuale 5km
| Pos. | Atleta                     | Nazione  | Tempo   |
| ---- | -------------------------- | -------- | ------- |
| 1    | Tomaž Druml                | Austria  |         |
| 2    | Tommy Schmid               | Svizzera | +11,9   |
| 3    | Alessandro Pittin          | Italia   | +16,7   |
| 4    | Akito Watabe               | Giappone | +26,9   |
| 5    | Stefan Tuss                | Germania | +35,8   |
| 6    | Andreas Günter             | Germania | +52,2   |
| 7    | Gudmund Storlien           | Norvegia | +1:07,9 |
| 8    | Truls Sønstehagen Johansen | Norvegia | +1:09,5 |
| 9    | Johannes Weiss             | Austria  | +1:12,7 |
| 10   | Armin Bauer                | Italia   | +1:13,7 |

29 febbraio

Trampolino: Średnia Krokiew HS94

Fondo: 5 km

##### Gara a squadre
| Pos. | Nazione     | Atleti                                                                               | Tempo   |
| ---- | ----------- | ------------------------------------------------------------------------------------ | ------- |
| 1    | Germania    | Wolfgang Bösl Markus Förster Andreas Günter Stefan Tuss                              |         |
| 2    | Austria     | Dominik Dier Johannes Weiss Robert Hauser Tomaž Druml                                | +30,2   |
| 3    | Norvegia    | Ole Christian Wendel Truls Sønstehagen Johansen Per Sannes Heger Ole Martin Storlien | +1:36,3 |
| 4    | Italia      | Davide Bresadola Gennaro Ciotola Armin Bauer Alessandro Pittin                       | +1:43,6 |
| 5    | Svizzera    | Lars Grossen Joel Bieri Ivo Hess Tommy Schmid                                        | +2:28,8 |
| 6    | Russia      | Nijaz Nabeev Igor' Borisov Aleksandr Nikiforov Denis Isajkin                         | +4:15,0 |
| 7    | Francia     | Nicolas Martin Samuel Guy Wilfried Cailleau Geoffrey Lafarge                         | +4:24,2 |
| 8    | Rep. Ceca   | Tomáš Vambera Lukáš Jančík Petr Kutal Lukáš Havránek                                 | +4:25,9 |
| 9    | Finlandia   | Joakim Lehto Ville Tuppurainen Mikael Kuhlberg Eetu Vähäsöyrinki                     | +5:27,3 |
| 10   | Stati Uniti | Daniel Englund Nick Hendrickson Brett Denney Taylor Fletcher                         | +5:36,2 |

28 febbraio

Trampolino: Średnia Krokiew HS94

Fondo: 4x5 km

#### Salto con gli sci

##### Trampolino normale
| Pos. | Atleta                   | Nazione   | Punti |
| ---- | ------------------------ | --------- | ----- |
| 1    | Andreas Wank             | Germania  | 251,5 |
| 2    | Shōhei Tochimoto         | Giappone  | 249,5 |
| 3    | Andreas Strolz           | Austria   | 246,0 |
| 4    | Łukasz Rutkowski         | Polonia   | 241,0 |
| 5    | Kenneth Gangnes          | Norvegia  | 240,5 |
| 6    | Kim René Elverum Sorsell | Norvegia  | 236,5 |
| 7    | Maciej Kot               | Polonia   | 235,0 |
| 7    | Pavel Karelin            | Russia    | 235,0 |
| 9    | Mario Innauer            | Austria   | 233,0 |
| 10   | Mika Kauhanen            | Finlandia | 231,0 |

27 febbraio

Trampolino: Średnia Krokiew HS94

##### Gara a squadre
| Pos. | Nazione     | Atleti                                                                        | Punti |
| ---- | ----------- | ----------------------------------------------------------------------------- | ----- |
| 1    | Germania    | Felix Schoft Severin Freund Pascal Bodmer Andreas Wank                        | 971,0 |
| 2    | Austria     | Thomas Thurnbichler Manuel Poppinger David Unterberger Andreas Strolz         | 953,5 |
| 3    | Polonia     | Krzysztof Miętus Maciej Kot Dawid Kowal Łukasz Rutkowski                      | 942,5 |
| 4    | Norvegia    | Kenneth Gangnes Atle Pedersen Rønsen Eirik Kjelstrup Kim René Elverum Sorsell | 938,0 |
| 5    | Giappone    | Kenshirō Itō Kento Sakuyama Shōtarō Hosoda Shōhei Tochimoto                   | 925,5 |
| 6    | Slovenia    | Rok Mandl Matic Kramaršič Primož Roglič Mitja Mežnar                          | 884,0 |
| 7    | Finlandia   | Sami Niemi Mika Kauhanen Ville Larinto Anssi Ylipulli                         | 878,5 |
| 8    | Stati Uniti | Christopher Lamb Nicholas Fairall Nicholas Alexander Anders Johnson           | 873,5 |
| 9    | Italia      | Alessio De Crignis Roberto Dellasega Simone Morassi Andrea Morassi            | 424,0 |
| 10   | Svizzera    | Rémi Français Gregor Deschwanden Pascal Egloff Adrian Schuler                 | 423,5 |

29 febbraio

Trampolino: Średnia Krokiew HS94

#### Sci di fondo

##### Sprint
| Pos. | Atleta               | Nazione  |
| ---- | -------------------- | -------- |
| 1    | Calle Halfvarsson    | Svezia   |
| 2    | Jesper Modin         | Svezia   |
| 3    | Raul' Šakirzjanov    | Russia   |
| 4    | Alex Harvey          | Canada   |
| 5    | Bastien Poirrier     | Francia  |
| 6    | Andrej Feller        | Russia   |
| 7    | Aleksej Morjakov     | Russia   |
| 8    | Pavel Vikulin        | Russia   |
| 9    | Nobuhito Kashiwabara | Giappone |
| 10   | Richad Tiraboschi    | Italia   |

23 febbraio

Tecnica libera

##### 10 km
| Pos. | Atleta               | Nazione    | Tempo   |
| ---- | -------------------- | ---------- | ------- |
| 1    | Hans Christer Holund | Norvegia   | 28:50,3 |
| 2    | Alex Harvey          | Canada     | 28:58,5 |
| 3    | Tim Tscharnke        | Germania   | 29:09,5 |
| 4    | Andrej Gridin        | Kazakistan | 29:16,9 |
| 5    | Sjur Røthe           | Norvegia   | 29:25,5 |
| 6    | Jesper Modin         | Svezia     | 29:25,7 |
| 7    | Pëtr Sedov           | Russia     | 29:33,6 |
| 8    | Hannes Dotzler       | Germania   | 29:40,0 |
| 9    | Thomas Bing          | Germania   | 29:41,1 |
| 10   | Bastien Poirrier     | Francia    | 29:42,5 |

25 febbraio

Tecnica classica

##### Partenza in linea
| Pos. | Atleta                  | Nazione    | Tempo   |
| ---- | ----------------------- | ---------- | ------- |
| 1    | Philipp Marschall       | Germania   | 48:29,6 |
| 2    | Pëtr Sedov              | Russia     | 48:30,1 |
| 3    | Andrej Gridin           | Kazakistan | 48:30,1 |
| 4    | Alex Harvey             | Canada     | 48:41,3 |
| 5    | Hannes Dotzler          | Germania   | 48:48,1 |
| 6    | Thomas Bing             | Germania   | 48:49,4 |
| 7    | Hans Christer Holund    | Norvegia   | 48:51,6 |
| 8    | Tim Tscharnke           | Germania   | 49:08,2 |
| 9    | Evgenij Garaničev       | Russia     | 49:11,0 |
| 10   | Eivind Flugstad Østberg | Norvegia   | 49:19,2 |

27 febbraio

20 km tecnica libera

##### Staffetta 4x5 km
| Pos. | Nazione     | Atleti                                                                | Tempo     |
| ---- | ----------- | --------------------------------------------------------------------- | --------- |
| 1    | Russia      | Andrej Feller Pëtr Sedov Evgenij Garaničev Raul' Šakirzjanov          | 59:06,1   |
| 2    | Germania    | Hannes Dotzler Thomas Bing Philipp Marschall Tim Tscharnke            | 59:06,3   |
| 3    | Kazakistan  | Gennadij Matvienko Vitalj Aleksandrov Andrej Gridin Mark Starostin    | 59:41,8   |
| 4    | Norvegia    | Jacob Ziesler Hans Christer Holund Eivind Flugstad Østberg Sjur Røthe | 59:49,9   |
| 5    | Giappone    | Kōhei Shimizu Akira Lenting Nobuhito Kashiwabara Tomuya Tanaka        | 59:50,3   |
| 6    | Francia     | Adrien Mougel Bastien Poirrier Gareth Gray Pierre Guédon              | 1:00:19,9 |
| 7    | Stati Uniti | Reid Pletcher Max Treinen Noah Hoffman Kevin Cutts                    | 1:01:10,1 |
| 8    | Svizzera    | Noe Tüfer Ueli Schnider Jonas Baumann Dominik Volken                  | 1:01:36,4 |
| 9    | Canada      | Len Valjas Alex Harvey Julien Nury Frédéric Touchette                 | 1:01:42,8 |
| 10   | Polonia     | Józef Tatar Maciej Staręga Krzysztof Stec Andrzej Leśnik              | 1:01:50,0 |

29 febbraio

### Donne

#### Salto con gli sci

##### Trampolino normale
| Pos. | Atleta                     | Nazione  | Tempo |
| ---- | -------------------------- | -------- | ----- |
| 1    | Jacqueline Seifriedsberger | Austria  | 227,0 |
| 2    | Elena Runggaldier          | Italia   | 225,5 |
| 3    | Katja Požun                | Slovenia | 222,5 |
| 4    | Melanie Faißt              | Germania | 211,0 |
| 5    | Anna Häfele                | Germania | 210,0 |
| 6    | Juliane Seyfarth           | Germania | 204,5 |
| 7    | Katie Willis               | Canada   | 201,0 |
| 8    | Evelyn Insam               | Italia   | 200,5 |
| 8    | Manja Pograjc              | Slovenia | 200,5 |
| 10   | Simona Senoner             | Italia   | 198,5 |

28 febbraio

Trampolino: Średnia Krokiew HS94

#### Sci di fondo

##### Sprint
| Pos. | Atleta           | Nazione    |
| ---- | ---------------- | ---------- |
| 1    | Laure Barthélémy | Francia    |
| 2    | Aurélie Dabudyk  | Francia    |
| 3    | Lucia Anger      | Germania   |
| 4    | Hanna Kolb       | Germania   |
| 5    | Marina Matrosova | Kazakistan |
| 6    | Manon Locatelli  | Francia    |
| 7    | Hanna Erikson    | Svezia     |
| 8    | Hanna Falk       | Svezia     |
| 9    | Eliška Hájková   | Rep. Ceca  |
| 10   | Kerstin Muschet  | Austria    |

23 febbraio

Tecnica libera

##### 5 km
| Pos. | Atleta                   | Nazione    | Tempo   |
| ---- | ------------------------ | ---------- | ------- |
| 1    | Therese Johaug           | Norvegia   | 14:54,0 |
| 2    | Ingvild Flugstad Østberg | Norvegia   | 14:58,5 |
| 3    | Lucia Anger              | Germania   | 15:05,5 |
| 4    | Kerttu Niskanen          | Finlandia  | 15:09,9 |
| 5    | Oksana Usatova           | Russia     | 15:17,6 |
| 6    | Johanna Heinänen         | Finlandia  | 15:17,7 |
| 7    | Viktorija Lančakova      | Kazakistan | 15:18,5 |
| 8    | Laure Barthélémy         | Francia    | 15:27,1 |
| 9    | Marina Matrosova         | Kazakistan | 15:27,4 |
| 10   | Ekaterina Semenovych     | Kazakistan | 15:29,2 |

25 febbraio

Tecnica classica

##### Partenza in linea
| Pos. | Atleta                   | Nazione    | Tempo   |
| ---- | ------------------------ | ---------- | ------- |
| 1    | Therese Johaug           | Norvegia   | 25:24,7 |
| 2    | Laure Barthélémy         | Francia    | 25:28,7 |
| 3    | Lisa Larsen              | Svezia     | 25:29,2 |
| 4    | Ingvild Flugstad Østberg | Norvegia   | 25:36,5 |
| 5    | Hilde Lauvhaug           | Norvegia   | 25:36,9 |
| 6    | Viktorija Lančakova      | Kazakistan | 25:38,6 |
| 7    | Johanna Heinänen         | Finlandia  | 25:43,2 |
| 8    | Krista Pärmäkoski        | Finlandia  | 25:51,3 |
| 9    | Monique Siegel           | Germania   | 26:04,5 |
| 10   | Xin Li                   | Cina       | 26:07,3 |

27 febbraio

10 km tecnica libera

##### Staffetta 4x3,3 km
| Pos. | Nazione     | Atleti                                                                       | Tempo   |
| ---- | ----------- | ---------------------------------------------------------------------------- | ------- |
| 1    | Norvegia    | Celine Brun-Lie Therese Johaug Ingvild Flugstad Østberg Marthe Kristoffersen | 41:50,1 |
| 2    | Svezia      | Hanna Erikson Therese Svensson Lisa Larsen Hanna Falk                        | 41:51,1 |
| 3    | Finlandia   | Johanna Heinänen Kerttu Niskanen Satu Annila Krista Pärmäkoski               | 41:54,1 |
| 4    | Russia      | Polina Medvedeva Oksana Usatova Ekaterina Maral'skaja Alevtina Tanygina      | 42:33,2 |
| 5    | Francia     | Manon Locatelli Aurélia Lanoe Aurélie Dabudyk Laure Barthélémy               | 42:42,6 |
| 6    | Kazakistan  | Ekaterina Semenovych Svetlana Vasečko Viktorija Lančakova Marina Matrosova   | 42:42,8 |
| 7    | Germania    | Lucia Anger Sabrina Bühler Monique Siegel Hanna Kolb                         | 42:53,7 |
| 8    | Svizzera    | Tatjana Stiffler Tiffany Langel Lucy Pichard Carmen Emmenegger               | 43:56,2 |
| 9    | Stati Uniti | Ida Sargent Sadie Bjornsen Sophie Caldwell Alexa Turzian                     | 43:59,0 |
| 10   | Rep. Ceca   | Bohdana Augustinová Ivana Kadrmanová Eliška Hájková Tereza Petrželová        | 44:06,9 |

29 febbraio